# Södertörns SS
Södertörns Simsällskap är en simklubb som bedriver kappsimning (tävlingssimning), masterssimning, vattenpolo och simskola i två kommuner på Södertörn söder om Stockholm, Haninge kommun och Huddinge kommun.
Träningen bedrivs huvudsakligen i Torvalla, Vårby, Skogås och Huddinge simhallar.
Några av de namnkunniga simmare med internationella meriter som simmar, eller har simmat för Södertörns Simsällskap är Sarah Sjöström, Stefan Nystrand, Simon Sjödin och Hans Fredin.